# Arin (ca sĩ)
Choi Ye-won (Hangul: 최예원, Hanja:  崔藝媛, Hán-Việt: Thôi Nghệ Nguyên, sinh ngày 18 tháng 6 năm 1999) là một nữ ca sĩ, diễn viên và người dẫn chương trình người Hàn Quốc trực thuộc công ty giải trí WM Entertainment. Cô là thành viên của nhóm nhạc nữ Oh My Girl và nhóm nhỏ Oh My Girl Banhana.

## Tiểu sử
Arin sinh ngày 18 tháng 6 năm 1999 tại Incheon.
Năm 2013, cô tham gia buổi thử giọng của WM Entertainment, cô đạt danh hiệu quán quân của cuộc thi và trở thành thực tập sinh ngay sau đó.
Cô hiện đang theo học tại Trường trung học Dongduk và Trường Nghệ thuật và Biểu diễn Seoul.

## Sự nghiệp

### 2015–2019: Ra mắt cùng Oh My Girl và hoạt động khác
Ngày 20 tháng 4 năm 2015, Arin ra mắt với tư cách là thành viên của Oh My Girl. Cô lần đầu tiên biểu diễn đĩa đơn đầu tay trên chương trình The Show của kênh SBS MTV vào ngày 21 tháng 4. Ngày 2 tháng 4 năm 2018, Arin ra mắt trong nhóm nhỏ đầu tiên của Oh My Girl, Oh My Girl Banhana. Ngày 7 tháng 9 năm 2019, có thông báo rằng Arin sẽ xuất hiện trên chương trình The Ultimate Watchlist mùa 2 của XtvN. Tháng 8 năm 2019, Arin được xác nhận sẽ tham gia Queendom cùng Oh My Girl.

### 2020–nay: Hoạt động solo
Ngày 10 tháng 3 năm 2020, Arin được chọn vào vai Oh Na-ri trong web series The World of My 17 của Naver TV.
Ngày 20 tháng 7 năm 2020, Arin được công bố là người dẫn chương trình mới cho Music Bank cùng với Choi Soo-bin của TXT. Buổi phát sóng cuối cùng của hai người họ với vai trò MC là vào ngày 1 tháng 10 năm 2021.
Tháng 3 năm 2021, có thông báo rằng Arin đã được chọn tham gia loạt phim Chuyện ma đô thị của Netflix.
Tháng 6 năm 2022, cô được chọn vào vai phụ trong bộ phim truyền hình cổ trang Hoàn hồn của đài tvN.

## Hoạt động xã hội
Tháng 12 tháng 2020, Arin đã bí mật quyên góp 6 triệu KRW cho Trung tâm Phúc lợi Người cao tuổi Busan ở quê nhà.
Ngày 18 tháng 6 năm 2021, có thông tin cho rằng Arin đã quyên góp 30 triệu KRW cho The Beautiful Foundation nhân dịp sinh nhật lần thứ 22 của cô. Số tiền quyên góp của cô được sử dụng để hỗ trợ những người dân sống một mình và những người đã được xuất viện khỏi các cơ sở chăm sóc trẻ em và cơ sở chăm sóc nuôi dưỡng. Tháng 12 năm 2021, cô hợp tác với Clarins và Tổ chức Tầm nhìn Thế giới để trao những hộp quà Giáng sinh cho các gia đình có thu nhập thấp.
Ngày 16 tháng 5 năm 2022, Arin đã quyên góp 20 triệu KRW cho The Beautiful Foundation nhân Ngày trưởng thành. Bốn ngày sau, cô hợp tác với Clarins trồng 1.459 cây ở Công viên ven sông Jamwon Hangang để vinh danh Ngày Ong Thế giới. Ngày 11 tháng 8, Arin đã quyên góp 20 triệu KRW để giúp đỡ những người bị ảnh hưởng bởi trận lũ lụt năm 2022 ở Hàn Quốc thông qua Hiệp hội cứu trợ thiên tai Hope Bridge Korea. Tháng 12, Arin đã quyên góp 25.000 viên gạch trị giá 21 triệu KRW cho Ngân hàng Than bánh Busan.

## Danh sách đĩa nhạc

### Đĩa đơn
| Tên                                                                 | Năm  | Thứ hạng cao nhất | Album                         |
| Tên                                                                 | Năm  | KOR               | Album                         |
| ------------------------------------------------------------------- | ---- | ----------------- | ----------------------------- |
| "Blue & Black" (cùng với Wonyoung, Leeseo, Hyojung, Serim & Jungmo) | 2022 | 35                | Đĩa đơn không nằm trong album |

## Danh sách phim

### Phim điện ảnh
| Năm  | Tựa đề           | Vai     | Ghi chú | Ng.           |
| ---- | ---------------- | ------- | ------- | ------------- |
| 2022 | Chuyện ma đô thị | Ji-hyun | Vai phụ | [ 12 ] [ 21 ] |

### Phim truyền hình
| Năm       | Tựa đề                     | Kênh | Vai          | Ghi chú   | Ng.    |
| --------- | -------------------------- | ---- | ------------ | --------- | ------ |
| 2022–2023 | Hoàn hồn                   | tvN  | Jin Cho-yeon | Vai phụ   | [ 9 ]  |
| 2023      | Summer, Lovemachine, Blues | tvN  | Yoo Deu-rim  | Vai chính | [ 22 ] |

### Phim chiếu mạng
| Năm  | Tựa đề             | Vai        | Ghi chú   | Ng.    |
| ---- | ------------------ | ---------- | --------- | ------ |
| 2020 | The World of My 17 | Oh Na-ri   | Vai chính | [ 23 ] |
| 2024 | S Line             | Hyeon-heup |           | [ 24 ] |

### Chương trình truyền hình
| Năm  | Kênh | Tên chương trình             | Tập | Ghi chú            | Ng.    |
| ---- | ---- | ---------------------------- | --- | ------------------ | ------ |
| 2019 | Mnet | Queendom                     | –   | Thí sinh           | [ 25 ] |
| 2019 | XtvN | The Ultimate Watchlist mùa 2 | –   | Thành viên cố định | [ 26 ] |

### Dẫn chương trình
| Năm       | Chương trình           | Vai trò       | Ghi chú                               | Ng.    |
| --------- | ---------------------- | ------------- | ------------------------------------- | ------ |
| 2020–2021 | Music Bank             | Chủ trì       | Cùng với Soobin                       | [ 10 ] |
| 2020      | 2020 KBS Song Festival | MC hậu trường | Cùng với Soobin                       | [ 27 ] |
| 2021      | 2021 KBS Song Festival | MC hậu trường | Cùng với Soobin, Wonyoung và Sunghoon | [ 28 ] |

## Giải thưởng và đề cử
| Giải thưởng              | Năm  | Hạng mục                                       | Tác phẩm đề cử/Người nhận    | Kết quả   | Ng.    |
| ------------------------ | ---- | ---------------------------------------------- | ---------------------------- | --------- | ------ |
| Asia Model Awards        | 2022 | Ngôi sao đang lên, Nữ diễn viên                | Hoàn hồn                     | Đoạt giải | [ 30 ] |
| KBS Entertainment Awards | 2020 | Tân binh hạng mục chương trình giải trí/tạp kỹ | Music Bank                   | Đề cử     | [ 31 ] |
| KBS Entertainment Awards | 2020 | Cặp đôi đẹp nhất                               | Music Bank (cùng với Soobin) | Đoạt giải | [ 31 ] |